# Le Camere
Le Camere (voluit Isole Le Camere) zijn een aantal rotseilandjes in de Mortorio-archipel voor de kust van het Italiaanse eiland Sardinië. Zowel de gemeente Arzachena als La Maddalena maken aanspraak op het grondgebied van Le Camere.
De eilanden, bestaande uit twee grotere eilanden van roze graniet, beide ongeveer vierhonderd meter in lengte en tweehonderd meter in breedte, en een aantal rotsklippen, die hoofdzakelijk gelegen zijn aan de noordwestelijke zijde van de grotere eilanden. Le Camere liggen net ten noordoosten van Soffi. Verder naar het noordoosten ligt Mortorio. De kustlijn van de eilanden is grillig en vormt vele baaien. Hierdoor kennen de wateren rondom Le Camere een rijk onderwaterleven en daardoor zijn de eilanden geliefd bij duikers.
Le Camere vormen een habitat voor de Tyrreense muurhagedis.
De IOTA-aanduiding van Le Camere is, gelijk de andere eilanden in de Mortorio-archipel, EU-165. De Italian Islands Award-referentie (I.I.A., gegeven aan natuurlijke eilanden) was SS-056. Inmiddels hebben de eilanden in de Mediterranean Islands Award de code MIS-140.